# MEDLINE
MEDLINE (Medical Literature Analysis and Retrieval System Online, o MEDLARS Online, Sistema en línia d'anàlisi i recuperació de Literatura Mèdica) és una base de dades bibliogràfica de ciències de la vida i d'informació biomèdica. Inclou la informació bibliogràfica d'articles de revistes acadèmiques que cobreixen medicina, infermeria, farmàcia, odontologia, veterinària i assistència sanitària, salut pública. MEDLINE també cobreix gran part de literatura en biologia i bioquímica, així com camps com ara l'evolució molecular. El percentatge de cobertura de cada àrea correspon en un 80% a Medicina, un 7% a Infermeria, un 8% a Odontologia i a altres matèries un 5%.
Compilat per la United States National Library of Medicine (NLM o Biblioteca Nacional de Medicina dels Estats Units), MEDLINE està disponible gratuïtament a internet i es poden buscar a través de PubMed i el sistema de Entrez del National Center for Biotechnology Information (NCBI o Centre Nacional per a la Informació Biotecnològica). Conté més de 23 milions de referències a articles de ciències de la salut amb biomedicina. Incloent una llista de cites a articles i la disponibilitat del text. Cal dir que és una font amb més de 5.000 revistes en 40 idiomes diferents.